# Rail Road Flat
Rail Road Flat is een plaats in Calaveras County in Californië in de VS.

## Geografie
Rail Road Flat bevindt zich op 38°19′27″ noorderbreedte, 120°30′29″ westerlengte. De totale oppervlakte bedraagt 85,5 km² (33,0 mijl²) waarvan 85,1 km² (32,8 mijl²) land is en 0,4 km² (0,2 mijl²) of 0,48% water is.

## Demografie
Volgens de census van 2000 bedroeg de bevolkingsdichtheid 6,5/km² (16,7/mijl²) en bedroeg het totale bevolkingsaantal 549 dat bestond uit:
- 92,17% blanken
- 0,18% zwarten of Afrikaanse Amerikanen
- 1,46% inheemse Amerikanen
- 0,91% Aziaten
- 0,18% mensen afkomstig van eilanden in de Grote Oceaan
- 1,82% andere
- 3,28% twee of meer rassen
- 5,28% Spaans of Latino

Er waren 240 gezinnen en 150 families in Rail Road Flat. De gemiddelde gezinsgrootte bedroeg 2,29.

## Plaatsen in de nabije omgeving
De onderstaande figuur toont nabijgelegen plaatsen in een straal van 24 km rond Rail Road Flat.